# Alan Keane
Alan Keane (Abbeyknockmoy, 23 settembre 1984) è un ex calciatore irlandese, di ruolo difensore.

## Caratteristiche tecniche
Keane è un giocatore versatile: principalmente è un terzino, ma all'occorrenza può giocare in ogni ruolo dello schieramento difensivo. Talvolta ha giocato anche a centrocampo.
Più di una volta ha trovato la via della rete: ha segnato sia in campionato che in Coppa di Lega che in Europa League 2009-2010 (nel primo turno di qualificazione contro il Vllaznia).

## Palmarès

### Club

#### Competizioni nazionali
- Coppa d'Irlanda: 2

Sligo Rovers: 2011, 2013
- Campionato irlandese: 1

Dundalk: 2016